# Hlušovice
Hlušovice è un comune della Repubblica Ceca facente parte del distretto di Olomouc, nella regione di Olomouc.